# Irina Kemmsies
Irina Kemmsies (* 14. Mai 1996 in Kuschwa, Russland) ist eine ehemalige deutsche Volleyballspielerin.

## Volleyball-Karriere
Irina Kemmsies spielte in der Jugend Volleyball in ihrer ostwestfälischen Heimat beim SC Grün-Weiß Paderborn. 2011 kam sie ins Volleyball-Internat des USC Münster, wo sie zunächst im Nachwuchsteam in der Zweiten Bundesliga Nord spielte. Von 2013 bis 2016 stand die Zuspielerin im Bundesligakader des USC. Danach spielte Kemmsies zwei Jahre beim Ligakonkurrenten 1. VC Wiesbaden. Nach einem Jahr Spielpause wurde Kemmsies 2019 vom Schweizer Erstligisten VC Kanti Schaffhausen verpflichtet, mit dem sie 2021 den Schweizer Cup gewann.
2013 wurde Irina Kemmsies mit der deutschen Jugend-Nationalmannschaft Siebte bei den U18-Europameisterschaften und mit der Juniorinnen-Nationalmannschaft Achte bei den U23-Weltmeisterschaften. 2017 spielte sie in der A-Nationalmannschaft.
Seit 2019 war Kemmsies Ansprechpartnerin für Prävention sexualisierter Gewalt im Deutschen Volleyball-Verband.

## Berufliches
Kemmsies legte ihr Abitur am Pascal-Gymnasium in Münster ab. Danach studierte sie Soziale Arbeit. Seit 2023 ist sie in Berlin/Brandenburg in der Kinder- und Jugendarbeit tätig.